# Rypticus bicolor
Rypticus bicolor е вид бодлоперка от семейство Serranidae. Видът не е застрашен от изчезване.

## Разпространение и местообитание
Разпространен е в Гватемала, Еквадор, Колумбия, Коста Рика, Мексико, Никарагуа, Панама, Перу, Салвадор и Хондурас.
Среща се на дълбочина от 0,5 до 53 m, при температура на водата от 20,7 до 27,5 °C и соленост 33 – 34,7 ‰.

## Описание
На дължина достигат до 28 cm.